# کاودور، نیو ساوت ولز
کاودور (به انگلیسی: Cawdor) یک حومه شهر در استرالیا است که در نیو ساوت ولز واقع شده‌است.